# Luiziana
Luiziana este un oraș în Paraná (PR), Brazilia.